# Fiji Pro
O Fiji Pro era uma competição profissional de surfe da Liga Mundial de Surfe (WSL) realizado no pico de surfe Cloudbreak em Tavarua, Fiji. O evento fez parte do calendário do surfe profissional diversas vezes entre 1999 e 2024, quando foi disputado pela última vez.

## Cancelamentos e retornos ao calendário
Em 2007 não foi disputado devido à especulação de instabilidade no governo de Fiji.
Em 2008 foi descontinuado pela WSL.
Em 2012 foi ressuscitado, sendo disputado regularmente até 2017.
Em 2018 a competição foi mais uma vez cancelada, desta vez devido à falta de um patrocinador.
Em 2023, a WSL anunciou o retorno do Fiji Pro para o calendário do surfe profissional do ano de 2024, após seis anos fora do circuito mundial. A competição foi disputada de 20 a 29 de agosto de 2024, sendo a última etapa do calendário, antes da WSL Finals. Neste ano foi descontinuado de vez.

## Resultados

### Masculino
| Masculino |                    |                |           |                |                |           |
| Ano       | Vencedor           | Nação          | Pontuação | Segundo lugar  | Nação          | Pontuação |
| 2024      | Griffin Colapinto  | Estados Unidos | 12.80     | Rio Waida      | Indonésia      | 10.17     |
| 2017      | Matt Wilkinson     | Austrália      | 16.60     | Connor O'Leary | Austrália      | 15.70     |
| 2016      | Gabriel Medina (2) | Brasil         | 15.60     | Matt Wilkinson | Austrália      | 6.34      |
| 2015      | Owen Wright        | Austrália      | 20.00     | Julian Wilson  | Austrália      | 7.84      |
| 2014      | Gabriel Medina     | Brasil         | 18.40     | Nat Young      |                | 14.77     |
| 2013      | Kelly Slater (4)   | Estados Unidos | 19.80     | Mick Fanning   | Austrália      | 15.87     |
| 2012      | Kelly Slater (3)   | Estados Unidos | 18.16     | Gabriel Medina | Brasil         | 10.87     |
| 2008      | Kelly Slater (2)   | Estados Unidos | 19.27     | C. J. Hobgood  | Estados Unidos | 16.67     |
| 2006      | Damien Hobgood (2) | Estados Unidos | 15.40     | Shaun Cansdell | Austrália      | 10.50     |
| 2005      | Kelly Slater       | Estados Unidos | 19.33     | C. J. Hobgood  | Estados Unidos | 15.16     |
| 2004      | Damien Hobgood     | Estados Unidos | 19.90     | Andy Irons     | Hawaii         | 18.96     |
| 2003      | Andy Irons         | Hawaii         | 19.00     | Cory Lopez     | Estados Unidos | 13.83     |
| 2002      | Michael Lowe       | Austrália      | 25.70     | Shea Lopez     | Estados Unidos | 23.05     |
| 2000      | Luke Egan          | Austrália      | 19.15     | Ricardo Duarte | Brasil         | 18.00     |
| 1999      | Mark Occhilupo     | Austrália      | 20.25     | Victor Ribas   | Brasil         | 17.80     |

### Feminino
| Feminino |                         |                |           |                     |               |           |
| Ano      | Vencedor                | Nação          | Pontuação | Segundo lugar       | Nação         | Pontuação |
| 2024     | Erin Brooks             | Canadá         | 15.10     | Tatiana Weston-Webb | Brasil        | 12.33     |
| 2017     | Courtney Conlogue       | Estados Unidos | 8.74      | Tatiana Weston-Webb | Hawaii        | 5.53      |
| 2016     | Johanne Defay           | França         | 17.10     | Carissa Moore       | Hawaii        | 10.70     |
| 2015     | Sally Fitzgibbons (2)   | Austrália      | 18.56     | Bianca Buitendag    | África do Sul | 14.40     |
| 2014     | Sally Fitzgibbons       | Austrália      | 9.00      | Stephanie Gilmore   | Austrália     | 8.73      |
| 2006     | Melanie Redman-Carr (2) | Austrália      |           | Layne Beachley      | Austrália     |           |
| 2005     | Sofía Mulánovich (2)    | Peru           |           | Layne Beachley      | Austrália     |           |
| 2004     | Sofía Mulánovich        | Peru           |           | Rochelle Ballard    | Hawaii        |           |
| 2003     | Keala Kennelly          | Hawaii         |           | Heather Clark       | África do Sul |           |
| 2002     | Melanie Redman-Carr     | Austrália      |           | Heather Clark       | África do Sul |           |
| 2001     | Megan Abubo             | Hawaii         |           | Melanie Redman-Carr | Austrália     |           |